# Psathyrella codinae
Psathyrella codinae és una espècie de fong del tipus psammòfila descobert al Parc Nou a la ciutat d'Olot el 2017 al tronc d'un roure viu. Els caràcters morfològics, així com les dades moleculars i filogenètiques suggereixen que és una nova espècie. Va rebre l'epònim codinae en honor del metge i micòleg Joaquim Codina i Vinyes (1867 – 1934), considerat el pare de la micologia a Catalunya.
Fa un bolet amb un barret cònic parabòlic de 8,5 a 15 mm, de color marró pàl·lid a fins a marró groguenc en les espècies joves, de marró fosc quan són madures.